# Temerariomyces acutulus
Temerariomyces acutulus är en svampart som beskrevs av B. Sutton 1993. Temerariomyces acutulus ingår i släktet Temerariomyces, divisionen sporsäcksvampar och riket svampar.   Inga underarter finns listade i Catalogue of Life.